# Vorortbahn Cotta–Cossebaude
| Streckenlänge: | 5,311 km                                       |                                        |                                        |
| Spurweite: | 1450 mm                                        |                                        |                                        |
| Stromsystem: | 600 V =                                        |                                        |                                        |
| Zweigleisigkeit: | Cossebauder/Warthaer Straße–Flensburger Straße |                                        |                                        |
| |                                                |                                        |                                        |
| \| \| \| von Flügelweg \| \| \| \| \| von Altcotta \| \| \| \| \| Cossebauder/Warthaer Straße landwärts \| \| \| \| \| \| \| \| \| \| Cossebauder/Warthaer Straße stadtwärts \| \| \| \| \| nach Leutewitz \| \| \| \| \| Roquettestraße \| \| \| \| \| Stadtgrenze Dresden bis 1921 \| \| \| \| \| Schunckstraße \| \| \| \| \| Merbitzer Straße \| \| \| \| \| \| \| \| \| \| Zschonergrundstraße \| \| \| \| \| Zschonerbach \| \| \| \| \| Autobahn A 4 \| \| \| \| \| Bahnstrecke Berlin–Dresden \| \| \| \| \| Flensburger Straße \| \| \| \| \| Podemusstraße \| \| \| \| \| Am Urnenfeld \| \| \| \| \| Stadtgrenze Dresden ab 1921 \| \| \| \| \| Gohlis (ehemaliger Straßenbahnhof) \| mit Ausweiche \| \| \| \| Ludwigstraße \| \| \| \| \| Cossebaude Kuppelendstelle \| \| \| \| \| Stand: 1989 \| \| |                                                |                                        |                                        |
| U-Bahn-Strecke |                                                | von Flügelweg                          | von Flügelweg                          |
| U-Bahn-Strecke · U-Bahn-Strecke von links |                                                | von Altcotta                           | von Altcotta                           |
| U-Bahn-Haltepunkt / Haltestelle · U-Bahn-Haltepunkt / Haltestelle |                                                | Cossebauder/Warthaer Straße landwärts  | Cossebauder/Warthaer Straße landwärts  |
| U-Bahn-Abzweig geradeaus und nach links · U-Bahn-Abzweig geradeaus und von rechts |                                                |                                        |                                        |
| U-Bahn-Haltepunkt / Haltestelle · U-Bahn-Haltepunkt / Haltestelle |                                                | Cossebauder/Warthaer Straße stadtwärts | Cossebauder/Warthaer Straße stadtwärts |
| U-Bahn-Strecke · U-Bahn-Abzweig ehemals geradeaus und nach links |                                                | nach Leutewitz                         | nach Leutewitz                         |
| U-Bahn-Strecke · U-Bahn-Bahnhof (Strecke außer Betrieb) |                                                | Roquettestraße                         | Roquettestraße                         |
| U-Bahn-Strecke · U-Bahn-Grenze (Strecke außer Betrieb) |                                                | Stadtgrenze Dresden bis 1921           | Stadtgrenze Dresden bis 1921           |
| U-Bahn-Haltepunkt / Haltestelle · U-Bahn-Bahnhof (Strecke außer Betrieb) |                                                | Schunckstraße                          | Schunckstraße                          |
| U-Bahn-Haltepunkt / Haltestelle · U-Bahn-Bahnhof (Strecke außer Betrieb) |                                                | Merbitzer Straße                       | Merbitzer Straße                       |
| U-Bahn-Abzweig geradeaus und ehemals von links · U-Bahn-Strecke nach rechts (außer Betrieb) |                                                |                                        |                                        |
| U-Bahn-Haltepunkt / Haltestelle |                                                | Zschonergrundstraße                    | Zschonergrundstraße                    |
| U-Bahn-Brücke über Wasserlauf |                                                | Zschonerbach                           | Zschonerbach                           |
| U-Bahn-Strecke mit Straßenbrücke |                                                | Autobahn A 4                           | Autobahn A 4                           |
| U-Bahn-Kreuzung mit Eisenbahn geradeaus oben |                                                | Bahnstrecke Berlin–Dresden             | Bahnstrecke Berlin–Dresden             |
| U-Bahn-Bahnhof |                                                | Flensburger Straße                     | Flensburger Straße                     |
| U-Bahn-Bahnhof |                                                | Podemusstraße                          | Podemusstraße                          |
| U-Bahn-Bahnhof |                                                | Am Urnenfeld                           | Am Urnenfeld                           |
| U-Bahn-Grenze |                                                | Stadtgrenze Dresden ab 1921            | Stadtgrenze Dresden ab 1921            |
| U-Bahn-Abzweig geradeaus, ehemals nach links und ehemals von links · U-Bahn-Betriebs-/Güterbahnhof Streckenende und quer (Strecke außer Betrieb) |                                                | Gohlis (ehemaliger Straßenbahnhof)     | mit Ausweiche                          |
| U-Bahn-Bahnhof |                                                | Ludwigstraße                           | Ludwigstraße                           |
| U-Bahn-Kopfbahnhof Streckenende |                                                | Cossebaude Kuppelendstelle             | Cossebaude Kuppelendstelle             |
| |                                                | Stand: 1989                            |                                        |

Die Vorortbahn Cotta–Cossebaude war eine durch den sächsischen Staat in der Dresdner Spurweite von 1450 Millimetern ausgeführte Überlandstraßenbahn, die von 1906 an die damals selbständige Gemeinde Cossebaude mit dem Dresdener Stadtteil Cotta verband. 1990 wurde der Betrieb auf der ab der Haltestelle Flensburger Straße im seit 1921 zu Dresden gehörenden Stadtteil Kemnitz bis Cossebaude eingleisigen Strecke in Straßenrandlage auf der ganzen Länge eingestellt und durch eine Omnibuslinie ersetzt.

## Streckenbeschreibung
Die zweigleisige Strecke bog stadtauswärts kurz vor Einmündung der Strecke von Löbtau nach halbrechts an der Kreuzung der Cossebauder/Warthaer Straße/Meißner Landstraße ab und führte in Mittellage auf der Meißner Landstraße, dabei über eine scharfe Rechtskurve am Haltepunkt Kemnitz über die Eisenbahn führend, bis zur Haltestelle Flensburger Straße in Kemnitz. Ab dort befand sich die Strecke eingleisig in stadtauswärts gesehen rechter Straßenrandlage mit mehreren Ausweichen, ebenfalls in Straßenlage, bis zum mitten in der Straße liegenden Kuppelendpunkt in Cossebaude. An der Haltestelle Gohlis lag stadtauswärts links der ehemalige Straßenbahnhof Gohlis, dessen Ein- und Ausfahrtsgleise nur im Straßenniveau ausgebaut waren.
Eine Gleisverbindung von der Cossebauder Straße in die Meißner Landstraße (Gleiskreuzung) für einen planmäßigen Betrieb der Strecke von Löbtau aus war nicht vorhanden.

## Geschichte

### Vorgeschichte und Bau

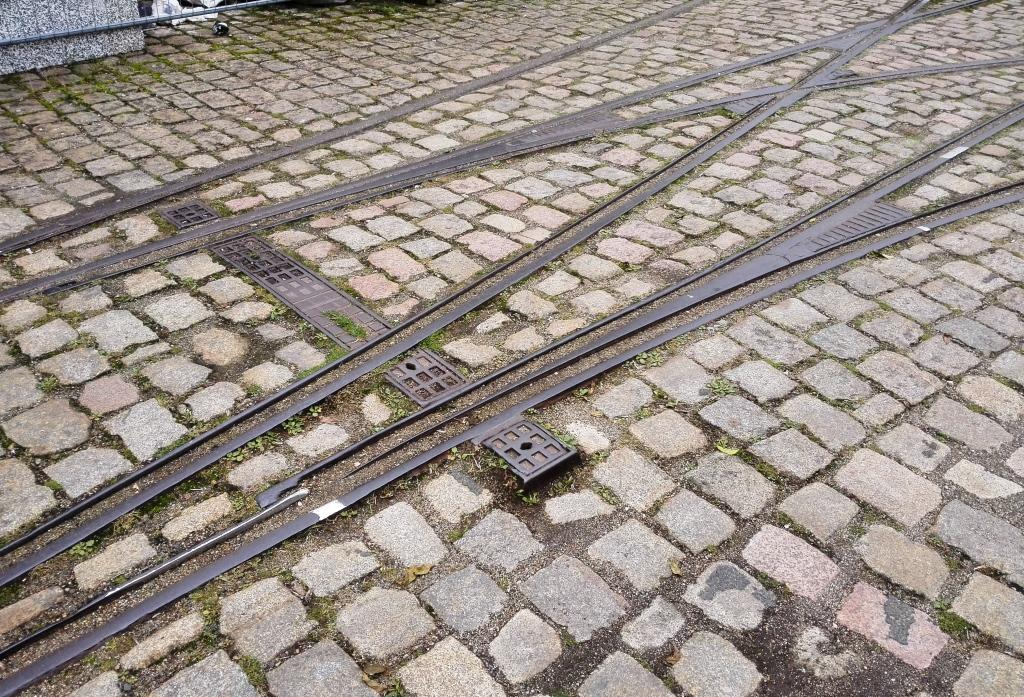
Noch vorhandene Drehstuhlweiche, Baujahr 1905, in Gohlis (2016)

Bereits nach Fertigstellung der Lößnitzbahn 1899 waren Verlängerungen dieser Strecke geplant. Bis 1902 sollte eine Weiterführung von Kötzschenbroda über Naundorf auf die andere Elbseite nach Niederwartha, Cossebaude und anschließend bis zu dem damals noch selbständigen Cotta erfolgen. Für die Betreibung der 11,7 Kilometer langen Strecke war bereits die Dresdner Straßenbahn A.-G. (sogenannte Gelbe) ins Auge gefasst worden. Zwar bemühten sich die linkselbischen Gemeinden um eine Straßenbahn, die meterspurige Führung scheiterte aber am Widerstand der dortigen Gemeinden. Außerdem wurde erkennbar, dass der Streckenteil von Kötzschenbroda bis Cossebaude auf längere Zeit keine Rendite abwerfen würde. Zwischen Cossebaude und Cotta gab es keine Industrie, mithin schied die Einrichtung eines Güterverkehrs für diesen Streckenteil ebenfalls aus. Überdies wurde die Unbequemlichkeit des Umsteigens zwischen zwei verschiedenen Spurweiten gerade am Beispiel des Straßenbahnhofes Mickten immer deutlicher erkennbar.

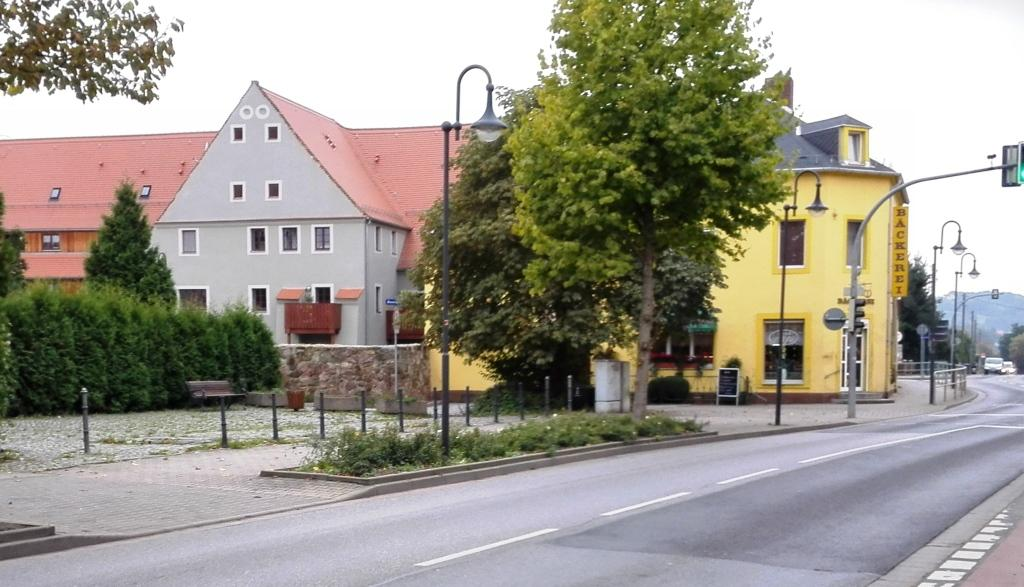
Cossebaude, Dresdner Straße. Lage des Kuppelendpunktes der Vorortbahn, Zustand 2016

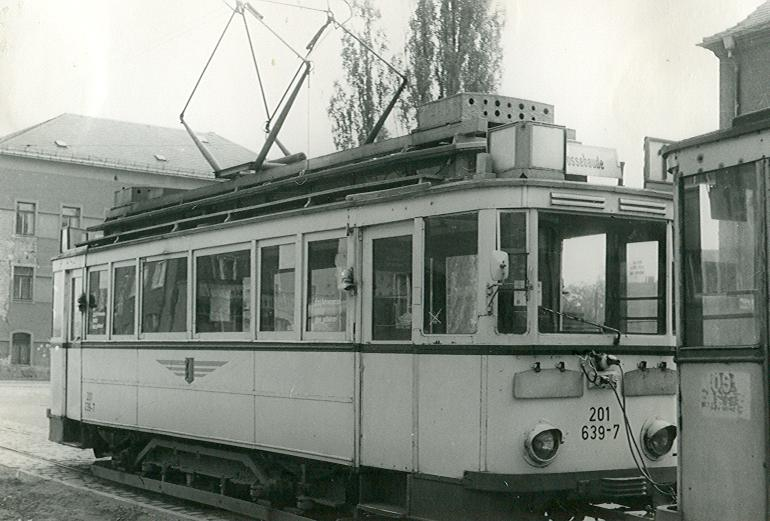
Über viele Jahre prägten die MAN-Zweirichtungswagen die Strecke, hier ein typischer Vertreter dieses Typs außerhalb der Vorortbahn in Seidnitz am ehemaligen Gleisdreieck Bodenbacher Straße / Rennplatzstraße

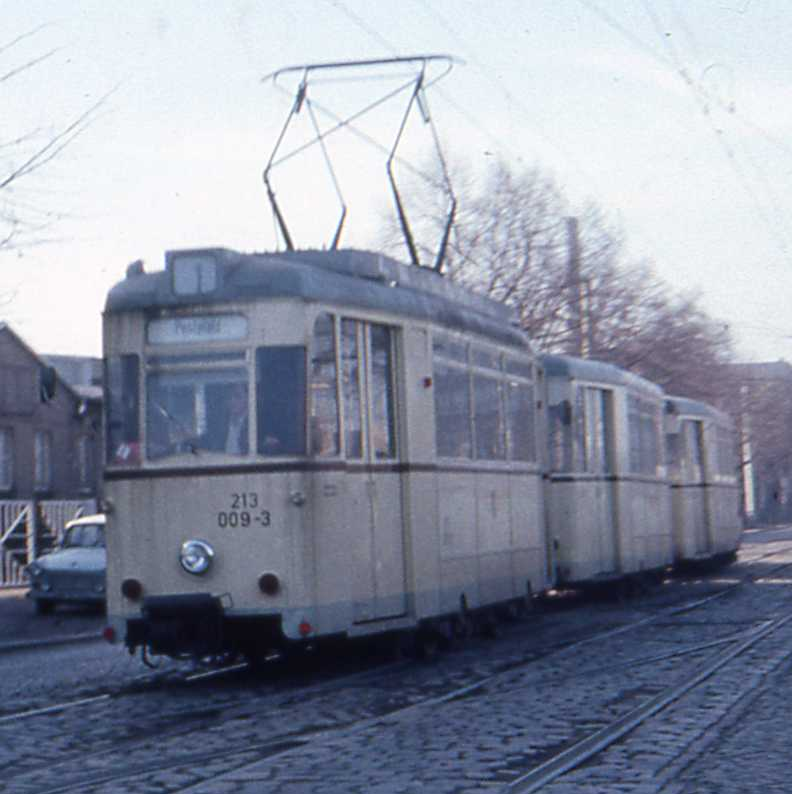
Bis zur Einstellung prägten die ET 57 mit zwei Beiwagen die Linie 1 (Postplatz–Cossebaude, 1989)

Am 4. Mai 1904 stimmte die 2. Kammer des Sächsischen Landtages dem Königlichen Dekret Nr. 35 zu, die Strecke von Cotta nach Cossebaude als Straßenbahnstrecke in Dresdner Stadtspur statt in Meterspur auszuführen, dabei eine Brücke über die Eisenbahn in Kemnitz zu bauen, jedoch weitere Wünsche des Ausbaus (Verlängerung bis Niederwartha oder die Anschließung weiterer Orte) nicht zu genehmigen bzw. zu vertagen. Der Vertreter der Regierung führte zudem aus, dass rein neigungstechnisch auf diesem Abschnitt ein Rollbockverkehr ohnehin nicht stattfinden könne.
Noch 1904 war Baubeginn für die Strecke, die zudem in der Gemarkung Gohlis einen Straßenbahnhof für zwölf Triebwagen erhielt. Wie geplant, wurde der elektrische Strom aus dem Elektrizitätswerk Niederlößnitz bezogen.
Die ursprüngliche Strecke begann 1906 am Schusterhaus in Cotta, an dem die Städtische Straßenbahn damals ihren Endpunkt hatte. Das Schusterhaus war ein beliebtes Tanzlokal und befand sich bis zu seiner Zerstörung in der Nähe der Weißeritzmündung an der Hamburger Straße stadtauswärts links. Von dort führte die Strecke zunächst 700 Meter zweigleisig die Meißner Landstraße entlang und in die Warthaer Straße hinein, um an der nächsten Kreuzung nach rechts in die Roquettestraße abzubiegen. Dort endete der zweigleisige Abschnitt und die Strecke führte von hier aus eingleisig in Straßenrandlage bis Cossebaude. Nach einer Rechtsabbiegung in die Gottfried-Keller-Straße wurde in einem Linksbogen wieder die Meißner Landstraße (heute korrekt: „Alte Meißner Landstraße“) erreicht. Von hier aus führte sie immer stadtauswärts rechts gelegen bis zur Brücke über die Eisenbahn in Kemnitz, die im Zuge des Straßenbahnbaus eigens dafür errichtet worden war und die in einem scharfen Rechtsbogen erreicht wurde. Auf der Brücke lag das Gleis in Mittellage, nach der Brückenrampe schwenkte es wieder an die rechte Straßenseite und verblieb dort bis zur Kuppelendstelle Cossebaude.

### Betrieb
Die neue Straßenbahn war Staatseigentum, den Betrieb führte die Städtische Straßenbahn Dresden auf Rechnung des Staates. Durch Bauverzögerungen war die Gelbe nunmehr in dieser aufgegangen, so dass sie am 27. September 1906 mit einer Liniennummer – der einer Linie 21 (die Gelbe erhielt 1906 die ungeraden Liniennummern, dies wurde hier auch so beibehalten) – eröffnet wurde. Der Verkauf der Strecke seitens des Freistaates an die Dresdner Überland-Verkehr GmbH (DRÜVEG) 1926 änderte am Betrieb der Strecke durch die Dresdner Straßenbahn nichts; die DRÜVEG wiederum ging 1941 endgültig in das Eigentum der Dresdner Straßenbahn AG über.
Ab 1938 wurde der Autobahnzubringer zur Reichsautobahn (heutige Bundesautobahn 4) gebaut. Dazu wurde eine vierspurige Straße, die ab dem Beginn des Bürstingparkes in Briesnitz durch ihn hindurch führte, neu gebaut und mit einer zweigleisigen Straßenbahnstrecke versehen, die so nunmehr bis zur Flensburger Straße führte. Bedingt durch den Ausbruch des Zweiten Weltkrieges wurde die Umlegung der Straßenbahn auf diesen Autobahnzubringer bis in Höhe der Einmündung des Pfaffengrundes von der Cossebauder/Warthaer Straße erst 1941 vorgenommen; der Streckenabschnitt über Roquette- und Gottfried-Keller-Straße bis zur Anbindung an den Autobahnzubringer wurde damit außer Betrieb genommen. Der Kuppelendpunkt in der Roquettestraße wurde noch bis Ende der 1940er Jahre erhalten, danach wurden die Gleise zur Beseitigung von Gleisschäden auf anderen Linien ausgebaut.

### Linienbelegung
Am 27. April 1920 wurde die Linie 21 abgeschafft, ab diesem Zeitpunkt übernahm bis zur Linienreform am 4. Mai 1969 bei mehrfach wechselnden Endpunkten am anderen Linienende durchgängig die Linie 19, zum Teil ergänzt durch andere Linien, die Bedienung der Vorortbahn.
Die Strecke wurde während der Hyperinflation ab dem 8. Mai 1923 nicht mehr regelmäßig befahren und ab dem 3. Dezember 1923 gänzlich eingestellt, erst ab dem 1. Februar 1924 konnte der reguläre Betrieb der Linie 19 wieder aufgenommen werden. Zur Verdichtung des Verkehrs wurde eine „Zwischenlinie“ eingerichtet, die mit einer um 100 erhöhten Liniennummer (also „119“) verkehrte. Diese nahm am 22. Mai 1928 bis zur Ausweiche an der Roquettestraße den Betrieb auf, wurde am 19. Mai 1931 bis zum Straßenbahnhof Gohlis verlängert und schließlich kriegsbedingt am 12. April 1944 eingestellt.
Nach dem Angriff auf Dresden am 13. Februar 1945 gehörte die Strecke auch auf Grund ihrer autarken Stromversorgung von außerhalb Dresdens und des unzerstörten Betriebshofes in Gohlis zu denen, die noch weiter linienmäßig befahren werden konnten: Am 14. Februar verkehrte die Linie 19 zwischen Cossebaude und der Haltestelle Schunckstraße, ab 15. Februar 1945 von Cossebaude bis zur Fabrik von „Seidel & Naumann“ an der Hamburger Straße, aber erst ab dem 3. März 1945 bis zum Straßenbahnhof Waltherstraße. Die Luftangriffe des 17. April 1945 betrafen im Wesentlichen die westlichen Vororte von Dresden und führten zunächst zur Einstellung des Betriebs, der ab dem Tag darauf erneut nur von Cossebaude bis zur Schunckstraße durchgeführt wurde. Abgesehen von einer weiteren Einstellung wegen Strommangels verblieb es bei einem Inselbetrieb bis zur Einstellung des gesamten Dresdner Straßenbahnverkehrs am 7. Mai 1945 wegen des Einmarsches der Roten Armee. Am 19. Mai 1945 wurde die Strecke wieder durch die Linie 19 befahren.
Am 10. Mai 1951 wurde eine Straßenbahnlinie 20 neu eröffnet, die neben der Linie 19 die Strecke der Vorortbahn bis zum Straßenbahnhof Gohlis befuhr und in den Hauptverkehrszeiten ab 22. April 1952 bis Cossebaude verlängert wurde. Am 1. Mai 1954 endete der Einsatz der Linie 20 auf der Vorortbahn, sie wurde durch die Berufsverkehrs-Verstärkerlinie 51 bis Cossebaude (ab dem 2. Juli 1962 nur von und nach Straßenbahnhof Gohlis) ersetzt.
Ab 1954 kam die ersten Gotha- und LOWA-Zweiachserzüge (auch in gemischten Zusammenstellungen) zum Einsatz, wenngleich die Strecke noch bis Oktober 1973 eine der Haupteinsatzstrecken der MAN-Altbau-Zweirichtungsfahrzeugen blieb. 1966 wurde der Straßenbahnhof Gohlis für den planmäßigen Fahrzeugeinsatz geschlossen und nur noch als Wendestelle der Linie 51 sowie zum Abstellen von Schadwagen genutzt.
Mit der Linienreform am 4. Mai 1969 wurden sowohl die Linien 19 als auch 51 abgeschafft. Die Strecke wurde zunächst von der Linie 12 befahren. Die zunehmende Zahl der Tatrawagen führte zu einem Endpunkttausch der Linie 12 mit dem der Linie 1 in ihrem östlichen bzw. südöstlichen Endpunkt: Die Linie 1 befuhr ab 1972 bis zu ihrer Einstellung 1990 die Strecke der Vorortbahn. In diesem Zusammenhang wurde ebenfalls 1972 der Straßenbahnhof Gohlis endgültig aufgegeben und die dort stationierten Altbaufahrzeuge verschrottet. Der Fahrzeugeinsatz auf der Linie 1 erfolgte ab dem 28. Mai 1983 ausschließlich vom Straßenbahnhof Mickten aus. Lediglich die letzten Wochen vor der Einstellung bildeten eine Ausnahme: Da auf der Hamburger Straße Gleisbau stattfand, hatte man die Strecke von Cossebaude kommend nach Süden verschwenkend in die Cossebauder Straße eingebunden, die Wagengestellung erfolgte vom Straßenbahnhof Naußlitz, zu dem Fahrzeuge von Mickten umgesetzt wurden. Auf Grund der beengten Platzverhältnisse fuhr ab diesem Zeitpunkt die Linie 1 nur noch mit einem Beiwagen statt der früher üblichen zwei Beiwagen, regelmäßiger Endpunkt war auch dieser Straßenbahnhof, der über Altcotta, Rudolf-Renner- und Kesselsdorfer Straße erreicht wurde.

### Planungen und Stilllegung
In den 1970er und 1980er Jahren wurden verschiedene Varianten für den Ersatz der zweiachsigen Fahrzeuge diskutiert, zumal die Kuppelendstelle in Cossebaude die letzte im Netz der Dresdner Straßenbahn war. Neben dem Neubau einer Gleisschleife (Blockumfahrung) von der Ludwigstraße aus in Richtung des Bahnhofes Cossebaude, wie auch dem Bau eines Gleisdreieckes in der Ludwigstraße in Cossebaude waren unter anderem auch umgebaute T4D-Zweirichtungsfahrzeuge im Gespräch, die nach Abschluss der Bauarbeiten 1988 in Gorbitz freigesetzt worden waren.
1989 war schließlich eine kurze Verlängerung von der Endstelle aus bis zu einem Gleisdreieck im Neubaugebiet „An den Winkelwiesen“ geplant worden. Im Jahresfahrplan 1990/91 nahm man die geplante Umstellung auf Tatrawagen und gleichzeitige Verlängerung bereits vorweg und vermerkte in den Fahrplantabellen: „Dieser Fahrplan tritt nach Fertigstellung des Gleisdreiecks Cossebaude in Kraft“. Zu diesem Zeitpunkt hatten allerdings die Bauarbeiten noch nicht einmal begonnen.
Anderseits handelten die damaligen Verantwortlichen des „VEB Verkehrsbetriebe der Stadt Dresden“ in der damaligen unklaren politischen Situation nach der Wende 1989 und vor der Wiedervereinigung recht zügig: Mit Betriebsbeginn des 2. Dezember 1990 wurde der Betrieb auf der Vorortstrecke eingestellt und durch eine Omnibuslinie ersetzt.
Der Einstellung kam insofern die Tatsache entgegen, dass im Zuge der Wiedervereinigung die damalige Fernverkehrsstraße 6 zur Bundesstraße wurde, auf der die Seitenlage einer eingleisigen Straßenbahnlinie weder praktisch noch rechtlich vertretbar war und auch ein vierstreifiger Ausbau in den Ortslagen von Kemnitz bis Cossebaude auf absehbare Zeit nicht erfolgen würde. Überdies war die gesamte Strecke in einem sanierungsbedürftigen Zustand und durch die im Sommer 1990 erfolgte Unterstellung der Verkehrsbetriebe unter die Treuhandanstalt standen spätestens ab diesem Zeitpunkt auch keine Mittel für die geplante Streckenverlängerung zur Verfügung.

Bilder aus den letzten Betriebstagen im Oktober 1990
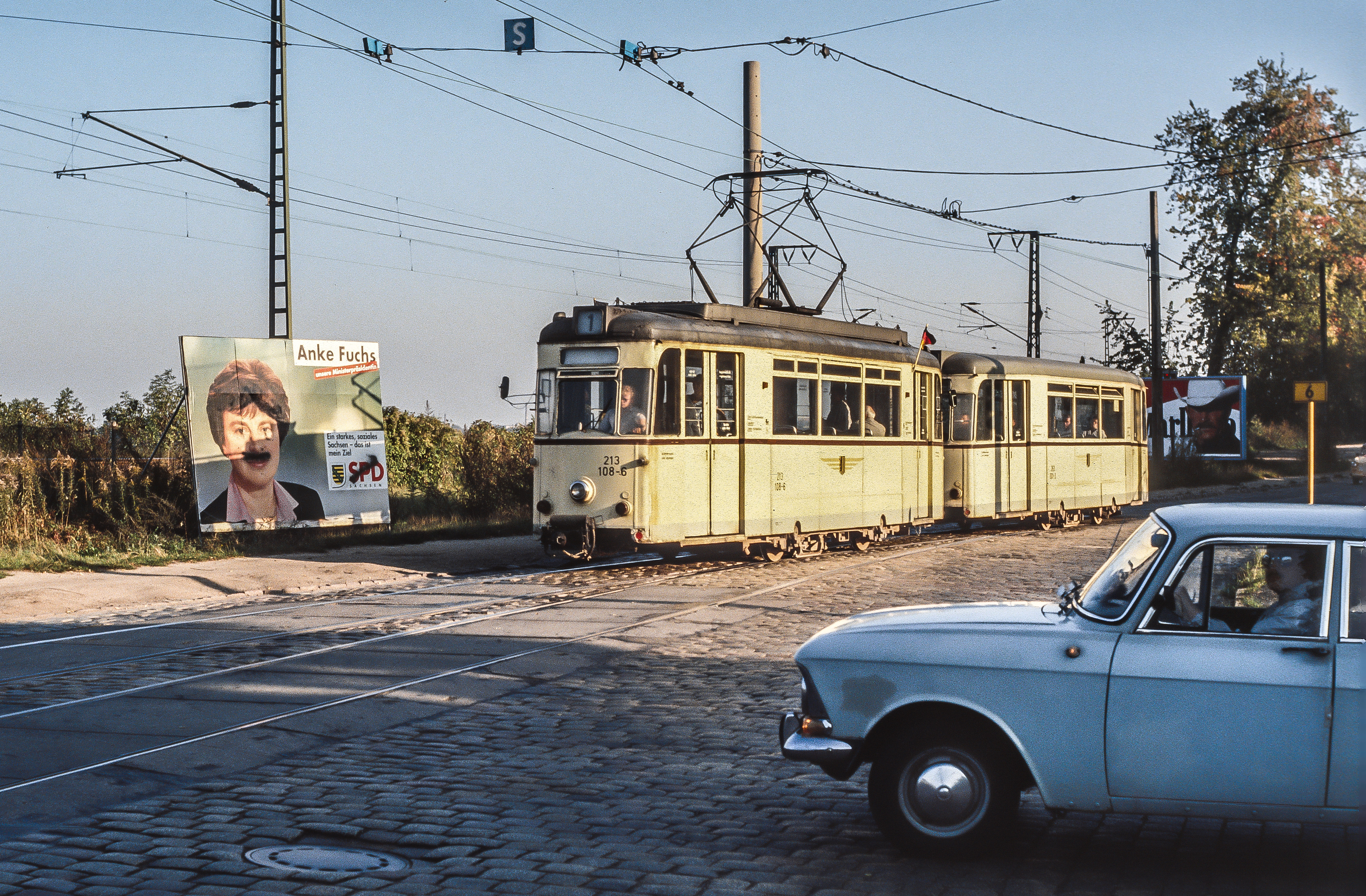
Zug in Richtung Cossebaude in Dresden-Kemnitz Pfaffengrund (3. Oktober 1990)
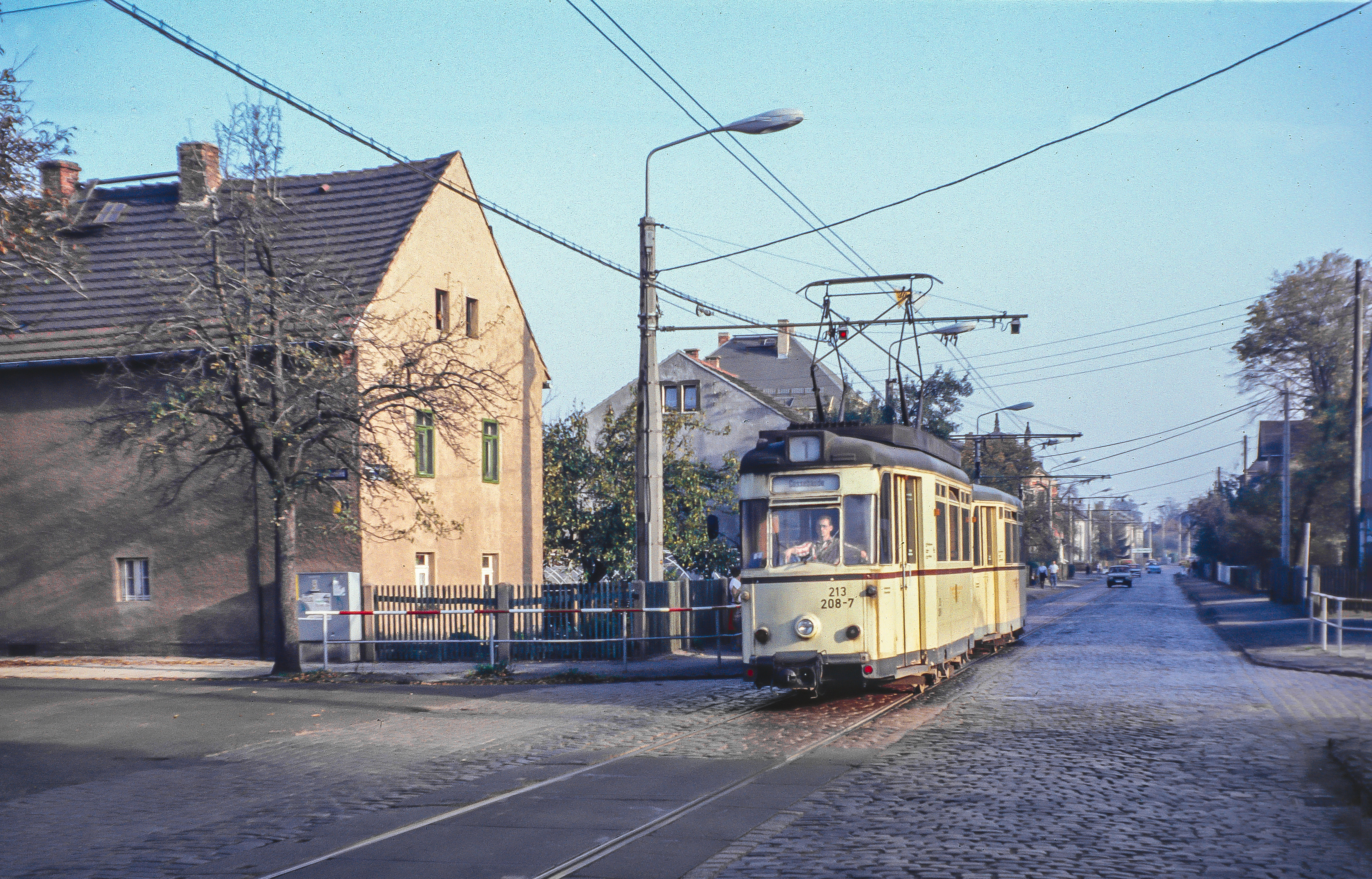
Zug in Richtung Cossebaude in Dresden-Stetzsch Am Urnenfeld (14. Oktober 1990)
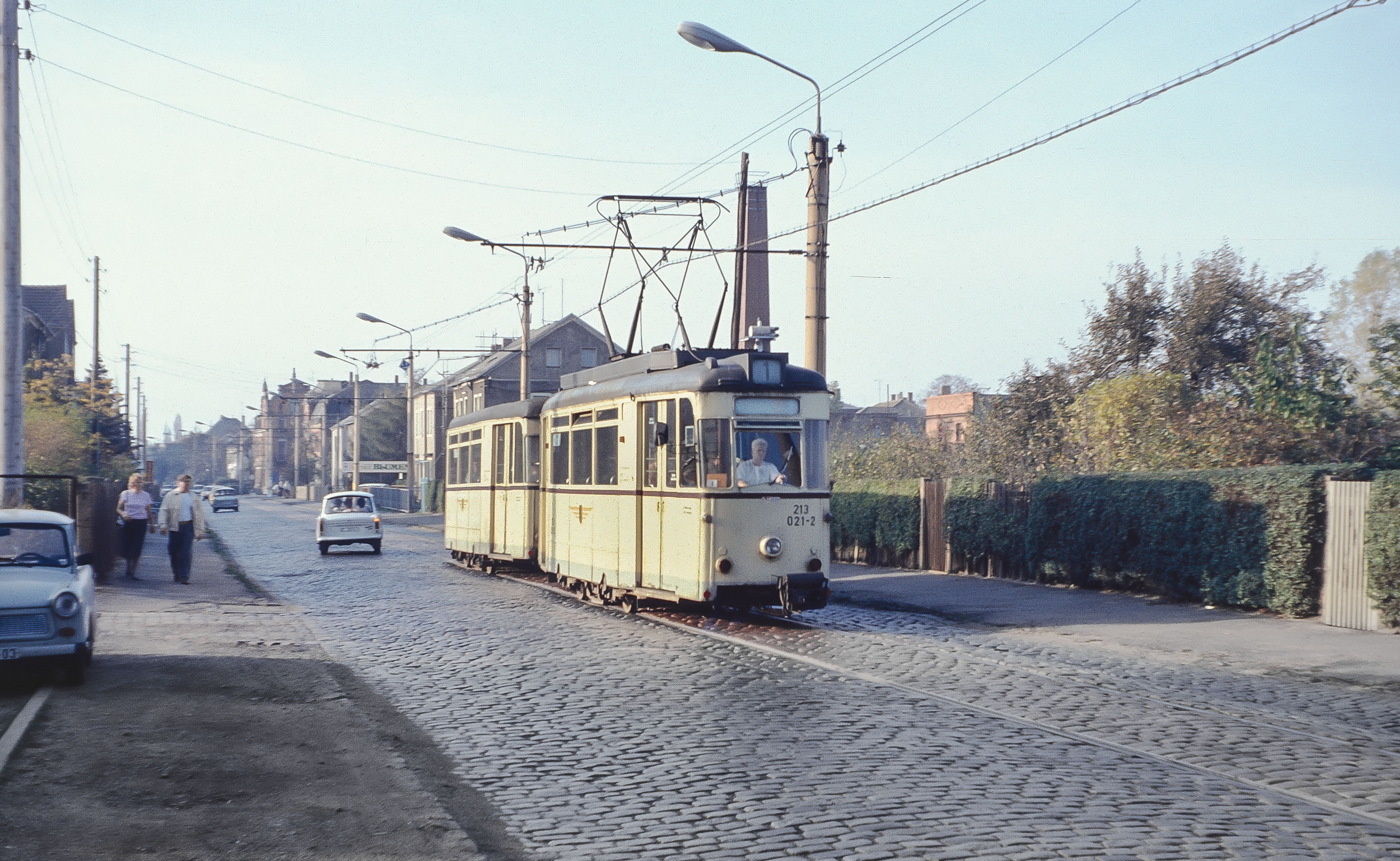
Zug in Richtung Zentrum in Dresden-Stetzsch Zum Tierheim (14. Oktober 1990)
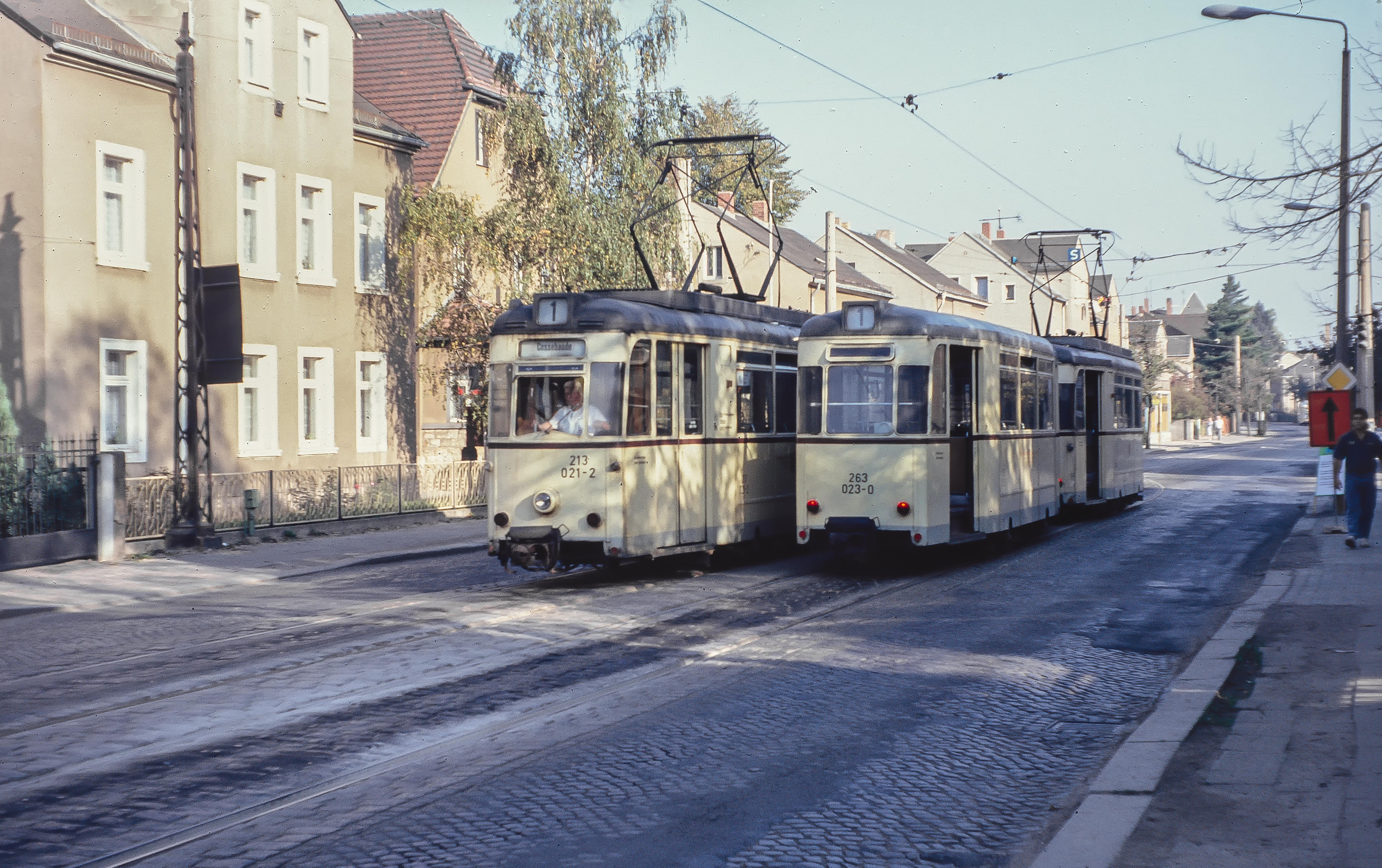
Kuppelendpunkt in Cossebaude (14. Oktober 1990)

## Die Strecke der Vorortbahn in der Gegenwart

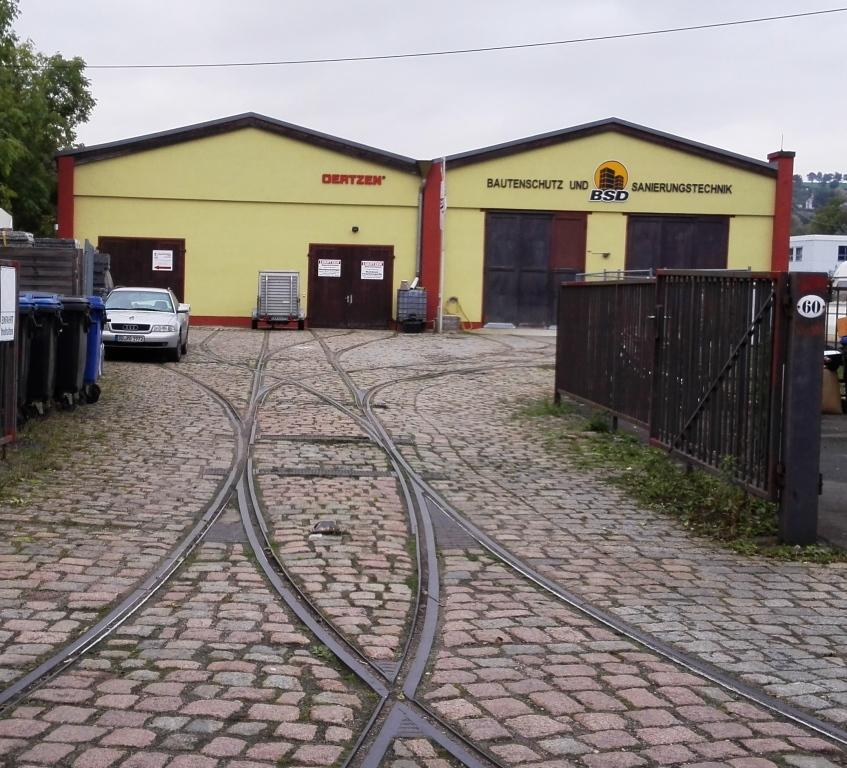
Ehemaliger Straßenbahnhof Gohlis (2016)

Durch die Straßenbauten seit 1990 ist die alte Streckenführung in Cotta und Briesnitz mit Ausnahme eines kleinen Pflasterrestes unterhalb der Briesnitzer Kirche (Streckenführung bis 1941) nach Straßensanierungen inzwischen vollständig verschwunden. Gleiches gilt für die Gesamtstrecke im Zustand vor 1990, die sich vielfältig durch ihre Straßenrandlage nur noch erahnen lässt. Erhalten blieb die fast vollständige Gleisharfe der Zufahrt des Straßenbahnhofes Gohlis (mit erkennbaren Halleneinfahrten) und dessen Gebäude selbst, das auch 2023 – immerhin fast 50 Jahre nach dessen Stilllegung – von einem Unternehmen genutzt und als ehemaliger Straßenbahnhof mit seiner charakteristischen giebelständigen Fassade auch erkennbar ist. Gleiches gilt für das vorgelagerte Gebäude, in dem der Einsatzleiter seinen Dienstsitz hatte, in ihm ist seit Jahren ein Imbiss zu finden.
Auch die meisten Betonmasten der Beleuchtung, die zu DDR-Zeiten anstelle der früheren Fahrleitungsmasten die Mastausleger für die Fahrleitung trugen, sind auf dem (Alt-)Dresdner Abschnitt der Linie in Briesnitz, Kemnitz und Stetzsch noch nahezu vollständig vorhanden. In Briesnitz und in Cossebaude sind einzelne erhaltene Hausrosetten zu finden, auch innerhalb des bereits 1941 eingestellten Streckenabschnitts. Im Bereich der Alten Meißner Landstraße hatte auf der rechten Seite stadtauswärts ein zum Teil von einer Stützmauer umfasster Gittermast der Fahrleitung bis Ende 2023 überlebt, welcher danach jedoch wegen Rostschäden abgebaut werden musste.